# Noevtsi
Noevtsi (bulgariska: Ноевци) är ett distrikt i Bulgarien.   Det ligger i kommunen Obsjtina Breznik och regionen Pernik, i den västra delen av landet, 40 km väster om huvudstaden Sofia.
Trakten runt Noevtsi består i huvudsak av gräsmarker. Runt Noevtsi är det ganska tätbefolkat, med 172 invånare per kvadratkilometer.